# Mănăstirea Cetățuia (județul Argeș)

Mănăstirea Cetățuia  este o mănăstire ortodoxă din România situată în comuna Cetățeni, județul Argeș. Este amplasată pe șoseaua națională București-Târgoviște-Câmpulung, pe Valea Dâmboviței, între satele Cotenești și Cetățeni, la o distanța 22 km de municipiul Câmpulung Muscel.

## Descriere generală
Recunoscută ca fiind o mânăstire foarte veche, aceasta  este situată pe o pantă abruptă de munte, la 881 m,  deasupra nivelului mării, pe malul stâng al râului Dâmbovița. Este localizată între Valea lui Coman, Valea Chiliilor și apa Dâmboviței, în partea nordică se învecinează cu culmea Carpaților Musceleni, iar la sud cu valea Dâmboviței. Mânăstirea este inclusă în Lista Monumentelor Istorice din România, având codul de clasificare AG-II-a-A-13594.
Mânăstirea a avut hramul: „Adormirea Maicii Domnului" până în anul 1918, după care s-a adăugat cel de-al doilea hram, numit „Izvorul Tămăduirii", în prezent, obștea călugărilor prăznuindu-le pe amândouă.

## Istoric
După părerea istoricului Virgil N. Drăghiceanu, ctitoria acestui locaș monahal i-a aparținut voievodului Nicolae Alexandru, fiul lui Basarab I, însă tradiția locală susține că adevăratul ctitor al bisericii a fost voievodul Negru Vodă. Astfel, aflăm că pe aceste meleaguri, a existat o cetate de rezistență din vremea ocupației romane, ea fiind loc de refugiu și pentru  Negru Vodă, de la această cetate derivând denumirea muntelui și a satelor din apropiere. Tot din tradiția locului aflăm că domnitorul a avut aici o peșteră de taină, mică și destul de greu accesibilă, cunoscută până astăzi  sub titulatura: „Peștera lui Negru Vodă”. De-a lungul timpului, aici s-au retras mai multe personalități istorice:  Nicolae Alexandru Voievod, Vladislav Vlaicu, Vlad Țepeș, schitul Cetățuia fiind consemnat și în timpul domnitorului Mihai Viteazul, care a trecut prin aceste locuri după lupta de la Călugăreni, în anul 1595. De asemenea, tot în acest loc s-a refugiat și domnitorul Constantin Șerban în anul 1658, apoi retrăgându-se din cauza tătarilor spre Câmpulung. Constantin Brâncoveanu însoțind în anul 1690 oastea turco-tătară spre Ardeal, a făcut un popas  în aceste locuri, biserica și chiliile fiind în acele vremuri în stare bună.
Prima atestare documentară despre biserica rupestră apare în anul 1574, dar din pictura originală a acestui schit se disting portretele princiare ale lui Nicolae Alexandru Basarab (1353-1364) și ale voievodului Radu Negru. În perioada dintre anii 1673 și 1677,  vornicul  Neagoe Secuianu a ajutat la reconstituirea acestui lăcaș monahal, lucrările urmând a fi continuate sub atenta supraveghere a lui Radu Golescu. În anul 1821 sfântul lăcaș monahal împreună cu clădirile anexe au fost distruse și arse de turci, ulterior schitul fiind refăcut în anul 1859 de către locuitorii satului Cetățeni. În procesul  restaurării  acestei mânăstiri, un rol important îl dețin  cei care s-au implicat la refacerea picturii, fiind vorba de Gheorghe Vinețeanu, monahul Iosif starețul și Neaga ucenicul. Istoricul Pavel Chihaia afirmă că ultimul  care a contribuit la refacerea picturală a bisericii rupestre din anul 1859, a fost pictorul Gheorghe Tăttărăscu. Fiind foarte puțin modificată de mâna omului, biserica devine unică prin aspectul său natural din piatră, în interiorul ei aflându-se o nișă intitulată sugestiv „altarul papistășesc”,  construit special pentru soția catolică a lui Basarab, Doamna Marghita. An de an, în altarul bisericii în perioada cuprinsă între Izvorul Tămăduirii și Adormirea Maicii Domnului, izvorăște din piatră un firicel de apă, despre care tradiția locală afirmă că are puteri tămăduitoare. Legenda locului, ne dezvăluie faptul că aici s-au rugat Negru Vodă împreună cu soția sa, iar ca semn divin că au fost ascultați, stânca s-a topit chiar sub pașii lor. Arhimandritul Ioanichie Bălan arată că în acest loc sfânt s-au nevoit mulți cuvioși sihaștri, unii dintre ei, ajungând chiar la măsura desăvârșirii sfințeniei. Tot în acest loc, s-a retras în sihăstrie Sfântul Cuvios Ioanichie Schimonahul, călugărul care a renunțat la lume și care a trăit vreme de 30 de ani în pustnicie. Moaștele acestui călugăr reprezintă singurele moaște întregi ale unui cuvios român din sec. XVII-lea, păstrate până în zilele noastre.
Sfântul locaș monahal este așezat într-o peșteră naturală, cu lungimea de 12 m, lățimea 4 m, iar înălțimea de 3,20 m,  fiind format din altar, naos și pronaos, in exterior este prevăzut cu un pridvor de lemn. 
În partea sudică a bisericii se află o clădire etajată pentru chilii și alte încăperi monahale ridicate în sec. XIX. În anul 1992, schitul a devenit mânăstire, iar din 1993 aparține de Episcopia Argeșului și Mușcelului. După anul 1993 s-au derulat mai multe lucrări, dintre care enumerăm: realizarea unei noi clopotnițe, a unei biblioteci, aghiasmatarul, precum și alte chilii pentru călugării din mânăstire. 
Drumul  ce urcă din șosea până la intrarea pe poarta mânăstirii este înconjurat de stânci masive, ce poartă denumiri sugestive: „Ciobanul și oaia sa”, „Capul de leu”, „Capul de maimuță” sau „Rugătorul”. De-a lungul timpului, acest locaș a oferit un loc de reculegere și refugiu, din calea urgiilor sau al tentațiilor lumii.